# Comté de Põlva

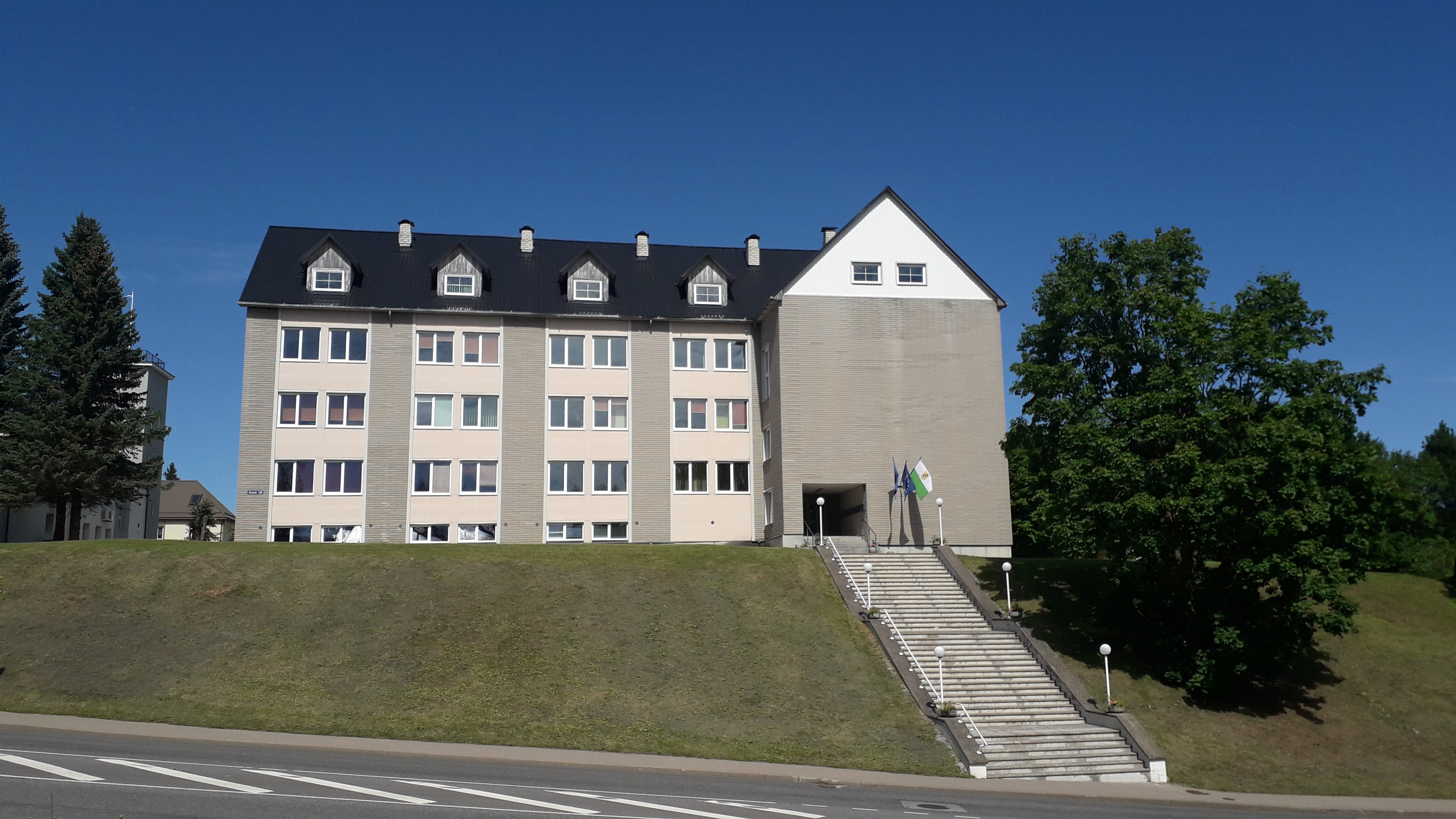
Le siège du comté à Põlva.

Le comté de Põlva (en estonien : Põlva maakond) est l'un des quinze comtés d'Estonie. Il a pour chef-lieu la ville de Põlva.

## Géographie
Le comté s'étend sur 1 823 km2 au sud-est du pays, et est limitrophe des comtés de Tartu au nord, de Võru au sud et de Valga à l'ouest. Il est enfin bordé par la frontière avec la Russie (Oblast de Pskov) sur le lac Peïpous à l'est.
La partie principale du territoire du comté est une plaine bordée de crêtes morainiques, à l'ouest se trouvent des collines d'Otepää de plus de 200 mètres de hauteur.
Cette zone est caractérisée par un grand nombre de lacs, il y en a environ 130 dans le comté dont les lacs  Valgjärv, Jõksi, Piigandi et Meelva.
Dans la partie centrale du comté se trouvent, entre-autres, les vallées des rivières Ahja, Piusa, Võhandu.
La partie orientale est marécageuse.
Le comté de Põlva est essentiellement une zone agricole.

## Histoire
La région fait partie du comté de Võru jusqu'en 1950, date à laquelle le régime soviétique crée le raion de Põlva qui prend le nom de comté de Põlva en 1990. Il couvre alors une superficie de 2 164,77 km2 et comprend quatorze communes.
Lors de la réorganisation administrative d'octobre 2017, le territoire du comté est réduit au sud-est au profit de celui de Võru et agrandit au nord-est au détriment de celui de Tartu. Il ne comprend plus que trois communes.

## Population
Avec 30 692 habitants au 1er janvier 2012, il représentait tout juste 2,5 % de la population du pays.

### Évolution  démographique
| 2018   | 2019   | 2020   | 2021   | 2022   |
| ------ | ------ | ------ | ------ | ------ |
| 25 290 | 25 006 | 24 647 | 24 473 | 23 989 |

| 2023   | - | - | - | - |
| ------ | - | - | - | - |
| 24 036 | - | - | - | - |

### Composition ethnique
En 2011, le comté de Põlva comptait 27 448 habitants, dont 26 099 (95,1 %) étaient Estoniens, 1 018 (3,7 %) Russes et 310 (1,1 %) d'autres nationalités.
Le Võro, langue familiale proche de l'estonien, y est traditionnellement parlée.

## Subdivisions administratives

### Depuis 2017
Depuis la réorganisation administrative d'octobre 2017, le comté comprend les trois communes de Kanepi, Põlva et Räpina.
| Rang | Municipalité | Type   | Population (2018) | Superficie km2 | Density | Carte |
| ---- | ------------ | ------ | ----------------- | -------------- | ------- | ----- |
| 1    | Kanepi       | Rurale | 4 864             | 525            | 9.3     |       |
| 2    | Põlva        | Rurale | 14 273            | 706            | 20.2    |       |
| 3    | Räpina       | Rurale | 6 518             | 591            | 11.0    |       |

### Avant 2017

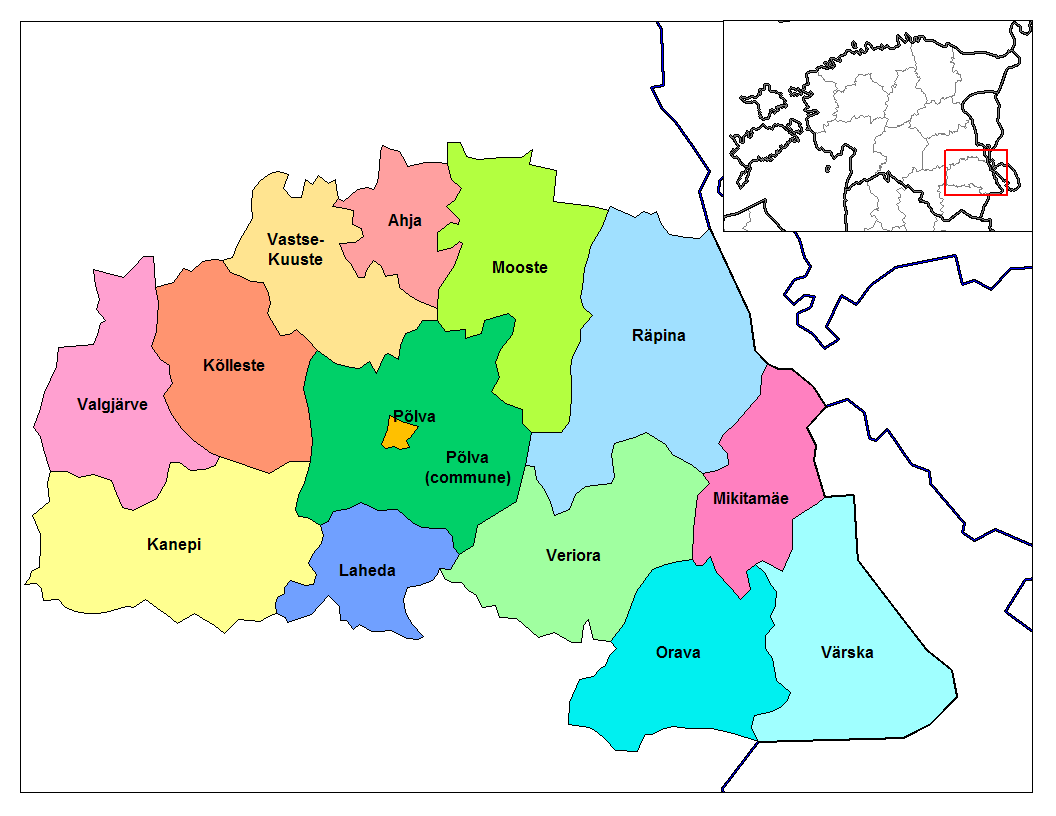
Le comté avec les anciennes communes.

Commune urbaine (linn) :
- Põlva

Communes rurales (vallad) :
- Ahja
- Kanepi
- Kõlleste
- Laheda
- Mikitamäe
- Mooste
- Orava
- Põlva
- Räpina
- Valgjärve
- Vastse-Kuuste
- Veriora
- Värska